# Veľký Lipník
Veľký Lipník (en allemand : Großlaupnik) est une commune du district de Stará Ľubovňa, dans la région de Prešov, en Slovaquie.

## Histoire
La première mention écrite du village date de 1338.

## Démographie

### Évolution de la population
| Année:               | 1994. | 2004.   | 2014.   | 2024.   |
| -------------------- | ----- | ------- | ------- | ------- |
| Nombre de personnes: | 980   | 1010    | 977     | 895     |
| Différence:          |       | +3,06 % | -3,26 % | -8,39 % |

| Année:               | 2023. | 2024.   |
| -------------------- | ----- | ------- |
| Nombre de personnes: | 901   | 895     |
| Différence:          |       | -0,66 % |